# Slotsholmen
Slotsholmen (en español: «isla del castillo») es una pequeña isla del puerto de Copenhague, Dinamarca. Fue el sitio de construcción del primer castillo de Copenhague, el Castillo de Absalón. Subsecuentemente, el Castillo de Copenhague fue construido en el mismo sitio.
Hoy, el palacio de Christiansborg, sede del Parlamento, la Biblioteca Real Danesa, el edificio histórico de Børsen, museos, una iglesia, y otras instituciones oficiales están emplazados en la isla.
Los turistas que visitan el castillo de Christiansborg pueden también contemplar las ruinas de otros dos más antiguos.
- Datos: Q923130
- Multimedia: Slotsholmen / Q923130